# Strossmayerjeva ulica, Maribor
Strossmayerjeva ulica je ena od ulic v Mariboru, ki poteka ob vzhodnem robu starega mestnega jedra od križišča s Koroško cesto na jugu do križišča s Kamniško ulico na severu. Poimenovana je po hrvaškem škofu Josipu Juraju Strossmayerju.
Na zahodni strani Strossmayerjeve ulice stoji stadion Ljudski vrt.

## Zgodovina
Na mestu sedanje ulice je bil do leta 1929 zahodni mestni obrambni jarek. Leta 1830 so ga zasuli in na njem je dal te dni pokrajini glavar Otto zasaditi kostanjev drevored. Leta 1833 so novo ulico v Koroškem predmestju poimenovali Allee Gasse (Drevoredna ulica), po kostanjevem drevoredu, ki je rasel v ulici. Leta 1869 so jo preimenovali v Schmiderer Gasse (Schmiderjeva ulica), po Josefu Schmidererju, posestniku iz Maribora, ki je dal leta 1833 zahodno od kostanjevega drevoreda zgraditi več hiš. Leta 1919 so jo preimenovali v Strossmayerjevo ulico. Hrvaški škof Josip Juraj Strossmayer (1815–1905) je bil med leti 1860 do 1873 idejni voditelj hrvaške narodne stranke. Leta 1867 je bil med ustanovitelji Jugoslovanske akademije znanosti in umetnosti v Zagrebu in leta 1874 med ustanovitelji zagrebške univerze. Že kot bosansko-sremski škof in apostolski vikar za Srbijo si je prizadeval za zbližanje južnih Slovanov ter zagovarjal združitev katoliške in pravoslavne cerkve. Na prvem vatikanskem koncilu je nasprotoval razglasitvi dogme o nezmotljivosti papeža.
Leta 1783 so se meščani Maribora odločili, da zaradi premajhnosti starega mestnega pokopališča, ki je bilo okoli današnje stolne cerkve na Slomškovem trgu, to preselijo na novo lokacijo izven starega dela mesta. Tako so pokopališče preselili v Koroško predmestje, na prostor današnjega Ljudskega vrta. Pokopališče je bilo oddano s štirikotnim obzidjem z železnimi mrežastimi vrati. V sredini je stala Križeva kapela z zvonikom, okoli nje pa nagrobniki pomembnih mariborskih družin. Blizu pokopališča je stal križ, ki je označeval kraj, kjer so pokopavali samomorilce. To pokopališče se je nato obdržalo do leta 1937, ko so mestno pokopališče ponovno preselili, to pot na Pobrežje, kjer je na levi strani današnje Ceste XIV. divizije nastalo cerkveno, na desni strani pa mestno pokopališče. V hiši številka 7 je bila t. i. Schmiderejeva ubožnica za revne ženske.